# Simkinia schachtachtinskoi
Simkinia schachtachtinskoi är en kvalsterart som först beskrevs av Kulijev 1961.  Simkinia schachtachtinskoi ingår i släktet Simkinia och familjen Hemileiidae. Inga underarter finns listade i Catalogue of Life.